# 大耳竄鼠
大耳竄鼠（Notomys macrotis），又名大耳躥鼠，是澳洲西南部穆爾河已滅絕的鼠類。牠們細小如大家鼠，外觀則像袋鼠。牠們是以特大的後腳來跳躍移動的。
大耳竄鼠受到農業及畜牧主義，並入侵的貓及狐所威脅。最後的標本是於1843年採集的。牠們可能是第一種因歐洲殖民而滅絕的澳洲哺乳動物。牠們的標本現正存放在倫敦的自然歷史博物館。